# Bajan (avarski kagan)
Bajan je bio avarski kan (točnije kagan) u razdoblju od 562. do 602. godine.
Avarsko ime Bajan na kavkaškom avarskom znači Pobjednik (kavk.avarski="Behun").
Moglo bi ga se prevesti i kao Vojska-Zemlja Huna (kavk.avarski="Bo").
Riječ "Hun" ili "Khun" na kavkaškom avarskom jeziku znači "držati", "pripadati".
Riječ "hun" za vođu ili kralja "kagan" na kavkaškm avarskom jeziku se izgovara "QuaKhun" i znači "Onaj kome moć pripada" ili "Držač moći".
| Prethodnik: | Popis avarskih vladara | Nasljednik:               |
| Kandik      | Popis avarskih vladara | Bajan II. (avarski kagan) |